# Princehofmolen
Princehofmolen – wiatrak w miejscowości Earnewâld, w gminie Tietjerksteradeel, w prowincji Fryzja, w Holandii. Młyn został wzniesiony w 1958 r. Ma on jedno piętro. Jego śmigła mają rozpiętość 10,20 m. Wiatrak służył głównie do pompowania wody za pomocą śruby Archimedesa.